# معدل الصعود

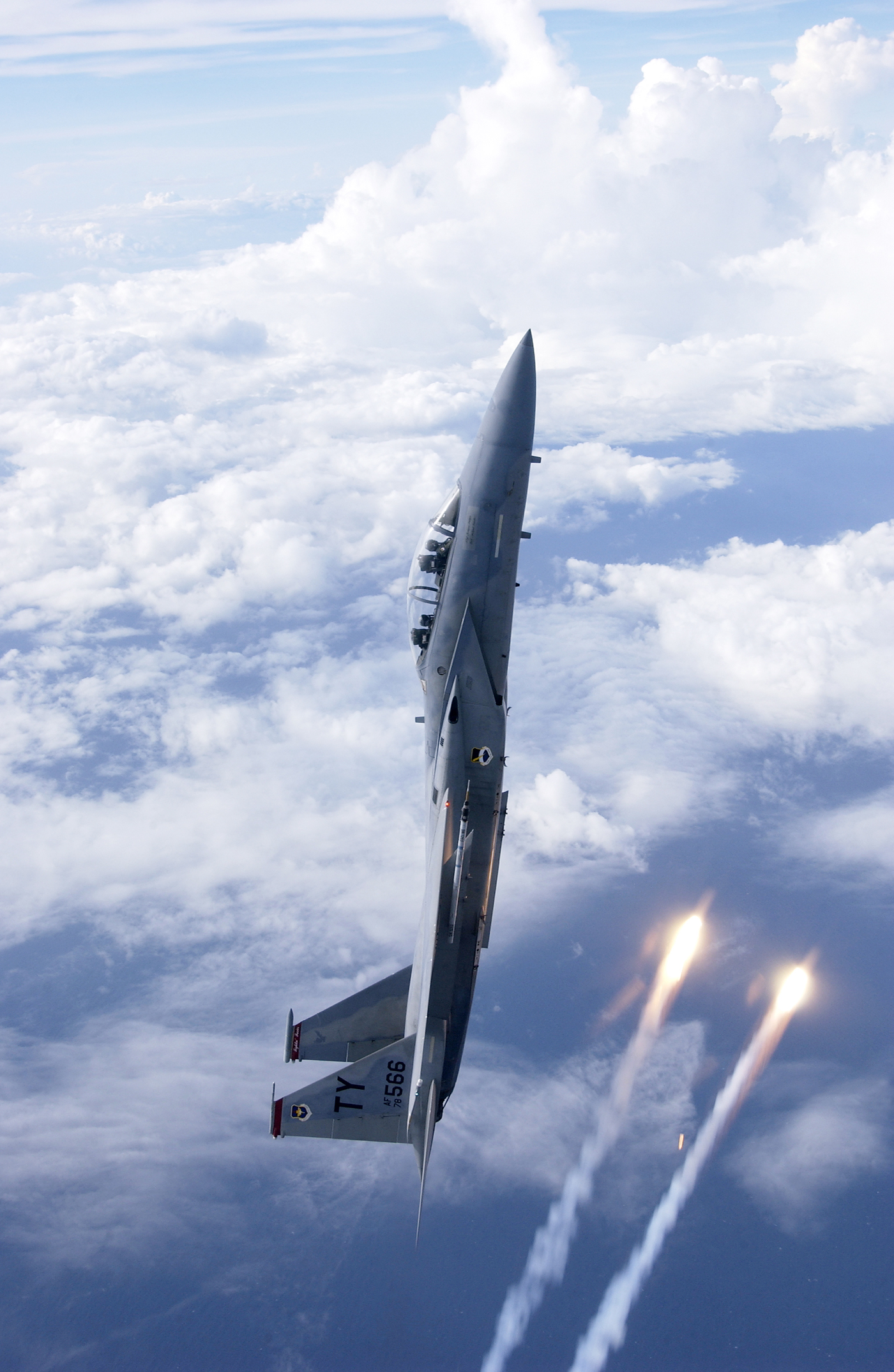
طائرة إف-15 إيغل تطلق مشاعل حرارية خلال تدريب جوي

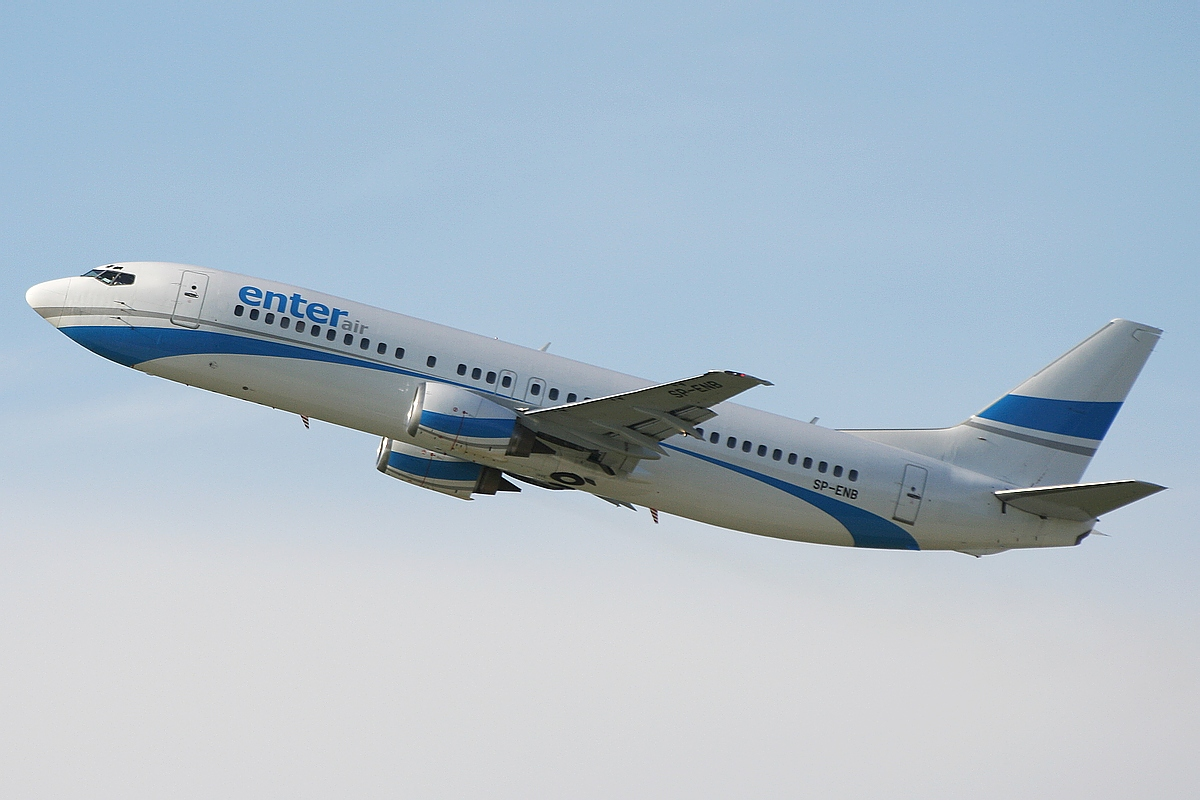
بوينغ 737 تتسلق بالمعدل الطبيعي لصعود الطائرات المدنية

في الملاحة الجوية، معدل الصعود (بالإنجليزية: rate of climb)‏ اختصارا (RoC)، هو السرعة التي ترتفع بها الطائرة عاموديا. وحميع الدول الأعضاء في منظمة الطيران المدني الدولي تستخدم قدم/بالدقيقة (بما فيها الدول التي تستخدم النظام المتري) كوحدة قياس، بينما بعض دول العالم مازالت تستخدم وحدة بالمتر/دقيقة.
أما معدل الهبوط فأحيانا يطلق عليه معدل الانحدار أو الغرق.
يوجد نوعين من السرعات الجوية لمعظم الطائرات بالنسبة لمعدل الصعود يرمز اليهما ب Vx و Vy. ترمز Vx إلى أفضل زاوية للصعود في حين ترمز Vy إلى أفضل سرعة لمعدل الصعود. عادة ما تكون سرعة أفضل زاوية للصعود (Vx) أقل من سرعة أفضل سرعة لمعدل الصعود (Vy). الفارق ما بين السرعتين يتحدد بهدف أو غرض الصعود.
تشير السرعة المبينة ل(Vx) بأنها تزداد مع الارتفاع بينما تقل (Vy).
يختلف معدل الصعود الأولي عن معدل الصعود المتوسط، فمثلا في طائرة الميج 29، يكون معدل صعودها المبدئي 330 متر/ثانية في حين أن متوسط معدل صعودها 109 متر/ثانية (من صفر إلى 6000 متر).
يقاس معدل الصعود بمؤشر السرعة العامودي.